# The N.W.A Legacy, Volume 1: 1988-1998
The N.W.A Legacy, Volume 1: 1988-1998 è una raccolta del gruppo hip hop N.W.A. che riunisce tutte le migliori canzoni prodotte dai membri singoli della band, ossia Ice Cube, Eazy-E, Dr. Dre, MC Ren e Yella (anche se ci sono solo tre canzoni cantate collettivamente). Il disco è uscito nel 1999 ed è stato seguito tre anni dopo da The N.W.A Legacy 2.

## Tracce
CD 1
1. Straight Outta Compton (N.W.A.) - 14:47
2. Boyz-n-tha Hood [Remix] (Eazy-E) - 5:02
3. It Was a Good Day [Remix] (Ice Cube) - 5:03
4. Dead Homiez (Ice Cube) - 5:48
5. Steady Mobbin' (Ice Cube) - 4:26
6. Guerillas in Tha Mist (Da Lench Mob) - 4:52
7. Westside Slaughterhouse (Mack 10) - 4:47
8. Bow Down (Westside Connection) - 5:07
9. The Gangsta, the Killa and the Dope Dealer (Westside Connection) - 4:23
10. Only in California (Mack 10) - 4:53
11. Nothin' But the Cavi Hit (Mack 10) - 4:22
12. Color Blind (Ice Cube) - 5:10
13. Final Frontier (MC Ren) - 6:20

CD 2
1. Westsyde Radio Megamix (N.W.A.) - 4:26
2. We Want Eazy (Eazy-E) - 6:23
3. Trust No Bitch (Penthouse Players Clique) - 4:31
4. Fuck tha Police (N.W.A.) - 3:57
5. Alwayz into Somethin' (N.W.A.) - 4:13
6. No One Can Do It Better (The D.O.C.) - 4:27
7. California Love (2Pac) - 5:00
8. Keep Their Heads Ringin' (Dr. Dre) - 3:30
9. Let Me Ride (Dr. Dre) - 4:13
10. Natural Born Killaz (Ice Cube & Dr. Dre) - 4:43
11. Murder Was the Case [Remix] (Snoop Dogg) - 4:05
12. In California (Daz Dillinger) - 4:31
13. Tha Last Song (Above the Law) - 4:10